# 西武351系電車
西武351系電車（せいぶ351けいでんしゃ）は、かつて西武鉄道に在籍した通勤形電車。
西武鉄道において「351系（モハ・クモハ351形）」を称した車両は過去2形式存在するが、本項では戦後初の新型車両である501系のうち、後年別形式に区分された17m級車体の制御電動車について扱う。

## 概要
前述501系のうち、1954年（昭和29年）から1956年（昭和31年）にかけて新製された501 - 519編成は制御電動車（モハ）が17m級車体、中間付随車（サハ）が20m級車体と車体長が不揃いであったが、521編成以降はモハ・サハともに20m級車体で統一された。その後501 - 519編成についても20m級車体の車両で統一することとなり、モハ521以降と同一仕様の制御電動車モハ501 - 520（2代）が新製されて、順次17m級車体のモハ501 - 520（初代）を置き換えている。
なお、モハ501 - 520（初代）は編成替えに先立って1958年（昭和33年）3月付で一斉にモハ411形（初代）411 - 430への改称・改番が実施された。これらは後年さらに411系（2代）の新製に際して形式称号を譲り、最終的にはクモハ351形（2代）351 - 370と改称・改番されるに至った。
以下、モハ501 - 520（初代）がモハ411形（初代）へ改称・改番されて以降の仕様および動向について述べる。同20両のモハ501形当時の仕様および動向については西武501系電車を参照されたい。

## 主要機器
前述改称・改番と前後して、主要機器をモハ501 - 520（2代）へ提供するため、主電動機はMT15系に、台車はTR14Aにそれぞれ換装されている。これらはモハ311形等から転用、もしくは自社ストック品を活用したものであった。
その他の機器については変化はなく、制御器は国鉄制式の電空カム軸式CS5と界磁接触器CS9との組み合わせ、電動空気圧縮機 (CP) および電動発電機 (MG) といった補機類も自車に搭載し、電気的にはモハのみの単独走行も可能な仕様であった。
なお、車体関連の仕様には手を加えられず、モハ501形当時と同一であった。

## 変遷

### 編成替え、およびクモハ351形へ改称
改番直後は依然として従来からの編成相手であるサハ1501形と編成され、モハ411形 (Mc) +サハ1501形 (T) +サハ1501形 (T) +モハ411形 (Mc) の4両編成で運用されたものの、モハ501 - 520（2代）が落成すると順次それらにサハ1501形を提供し、編成相手をクハ1411形へ変更した。
本系列と編成されたクハ1411形は1411 - 1430の20両で、本系列と末尾を揃えて編成された。そのうちクハ1411 - 1420・1425・1426の12両は本系列と編成されるに当たって運転台を撤去してサハ化され、411 - 419・425編成（いずれも初代）は501系当時と同様に4連に編成されている。
編成替え以降の編成一覧
| 編成    | モハ411形 | サハ1411形 | サハ1411形 | モハ411形 |
| 411編成 | 411       | 1411       | 1412       | 412       |
| 413編成 | 413       | 1413       | 1414       | 414       |
| 415編成 | 415       | 1415       | 1416       | 416       |
| 417編成 | 417       | 1417       | 1418       | 418       |
| 419編成 | 419       | 1419       | 1420       | 420       |
| 425編成 | 425       | 1425       | 1426       | 426       |

| 編成    | モハ411形 | クハ1411形 |         | 編成 | クハ1411形 | モハ411形 |
| 421編成 | 421       | 1422       | 422編成 | 1421 | 422        |           |
| 423編成 | 423       | 1424       | 424編成 | 1423 | 424        |           |
| 427編成 | 427       | 1428       | 428編成 | 1427 | 428        |           |
| 429編成 | 429       | 1430       | 430編成 | 1429 | 430        |           |

その後、1964年（昭和39年）1月に制御電動車 (Mc) の形式記号がモハからクモハへ一斉変更されたことを受け、本系列もクモハ411 - 430と改称されたものの、同年7月には411系（2代）の新製に伴って、前述のように351系（クモハ351形・2代）351 - 370（クモハ352は2代、他は初代）と再び改称・改番が実施された。なお、編成相手であるクハ（サハ）1411形は改番対象とはならず、以降クモハとクハ（サハ）は異なる形式を称することとなった。

### 各種改造
1960年代半ばごろからディープラズベリーとサンドベージュの二色塗りが標準塗装とされたことから、本系列も順次塗装変更が行われた。また、クモハ357 - 360の4両は1964年に主電動機を三菱電機MB-146Cに換装され、歯車比も2.32 (=58:25) に変更された。なお、同主電動機は故障が少なかったことから、後年クモハ353 - 356に搭載されたほか、同一機種がE31形電気機関車の新製に際して絶縁強化・コイル巻き直しといった出力強化改造を施した上で流用されている。
その後、落成後15年前後を経過したころから木部を中心に傷みが見られたことから、1968年（昭和43年）からクハ（サハ）1411形ともども修繕工事が順次施工された。改造内容は以下のとおりである。
- 屋根板の修繕・表面仕上げをキャンバス張りからビニール張りに変更
- ベンチレーターをガーランド形からグローブ形に交換
- 木製雨樋の金属化
- 乗務員扉の鋼製化
- 側窓枠のアルミサッシ化
- 重量均等化のため、CPおよびMGをクハ（サハ）へ移設

その他、車内送風機の扇風機化、先頭車前面窓内側に行先表示幕の新設、ATSの整備および列車無線の搭載等が実施された。

### 淘汰および多摩湖線への転用
本系列は17m級の小型車体であることから、101系の増備に伴って本線系統の運用から徐々に撤退し、多摩川線等支線区へ転用された。
1973年（昭和48年）6月には355編成がサハ1415・1416を編成から外し、代わりにサハ1311形 1336を組み込んで3両編成化され、多摩湖線専用編成となった。さらに1976年（昭和51年）7月から同年8月にかけて、351編成・353編成もサハ1411形を編成から外してサハ1311形 1313・1314を組み込んで3両編成化の上多摩湖線へ転用され、同線区で運用されていた311系・371系を淘汰した。なお、本系列は前述修繕工事によってCPおよびMGを撤去していたことから、編成替えに際してサハ1313・1314・1336の各車には新たにMG（日立製作所HG-534-Mrb、出力12kVA）とCP（MH16B-AK3、容量990l/min）2基が搭載されている。
しかし、他編成についてはこのような転用改造を施工されることなく、1976年のクモハ358を皮切りに廃車が開始された。淘汰の途上においては中間付随車を廃車して固定編成を解消し、451系の編成替えに伴って余剰となったクハ1411形と新たに編成された車両も2編成（クモハ357+クハ1448・クハ1447+クモハ360）存在したが、最終的には前述351 - 355編成以外は1980年（昭和55年）までに全車廃車となった。
残存した351 - 355編成は、多摩湖線国分寺駅が構造上ホーム有効長の延長が不可能であり、17 m車3両編成の入線が限界であったという特殊性から、他の20 m級車体の吊り掛け駆動車各系列が大量に廃車となる中にあって、多摩湖線専用編成として運用を継続した。1979年（昭和54年）には車内床部のロンリューム化・車内壁面のアルミデコラ化が施工されている。
また、1985年（昭和60年）4月のダイヤ改正より、西武ライオンズ球場（現・西武ドーム）におけるプロ野球公式戦開催日には国分寺  - 西武遊園地（現・多摩湖）間に臨時の準急列車が運行されたが、同運用は主に本系列によって運行されたため（ただし夏季は冷房サービスのため401系などに変更の場合もあった）、1983年（昭和58年）11月に451・551・571各系列が本線運用から一斉離脱して以来1年半ぶりの本系列のみならず吊り掛け駆動の「赤電」による久々の優等列車運用として注目を集めた。
しかし、大型車入線の障壁となっていた多摩湖線国分寺駅の新ホーム完成に伴って20 m車の4両編成が入線可能となると、必然的に本系列の存在意義は失われた。1990年（平成2年）6月には全編成に引退記念のヘッドマークが装着され、新ホーム利用開始前日の同年6月23日に行われたさよなら運転を最後に運用を離脱し（翌24日には玉川上水駅構内で撮影会を実施）、同月30日付で全車廃車となって本系列は形式消滅した。

## 譲渡・保存車
1980年までに廃車となった全14両中、12両が大井川鉄道（現・大井川鐵道）および上毛電気鉄道の2社へ譲渡された。いずれもクハ1411形との2両編成、もしくは本系列同士の2両編成という形態での譲渡が大半を占め、サハ1411形を含むものは大井川鉄道に譲渡されたクモハ365+サハ1426+クモハ366の3両編成1編成のみである。

### 大井川鉄道
1977年（昭和52年）3月に前述のクモハ365+サハ1426+クモハ366が、1980年8月にはクモハ361+クモハ362が譲渡された。入線に際しては西武所沢車両工場において2扉化および西武5000系レッドアローの発生品を流用して扉間の座席をクロスシート化し、さらにクモハ361・365の電装解除が施工されている。旧番対象は以下のとおり。
クモハ365 → クハ512
サハ1426 → サハ1426（変更なし）
クモハ366 → モハ312
クモハ361 → クハ513
クモハ362 → モハ313
クモハ365+サハ1426+クモハ366は、1977年4月27日付でモハ312+サハ1426+クハ512（312系312編成）として竣工し、クモハ361+クモハ362は、1980年8月28日付でモハ313+クハ513（312系313編成）として竣工した。しかし312編成は3両固定編成であることから運用上都合が悪く、後年にサハ1426を抜いて2両編成となった。編成から外されたサハ1426は長期間休車となったのち、1985年にお座敷客車ナロ80 2に改造された。
残る4両は長らく主力車両として運用されたが、2002年（平成14年）2月27日に312編成が家山駅構内で脱線事故を起こし、翌28日から休車となった。事故そのものの規模や被害は極めて軽微であったが、同編成はもとより老朽化が激しかったこともあって、復旧されることなく同年10月18日付で廃車解体された。313編成もほどなくして休車となり、長らく千頭駅構内に留置されたが、のちに新金谷駅構外の大代川側線へ移動。2016年（平成28年）7月に廃車となり、同月7日に解体された。

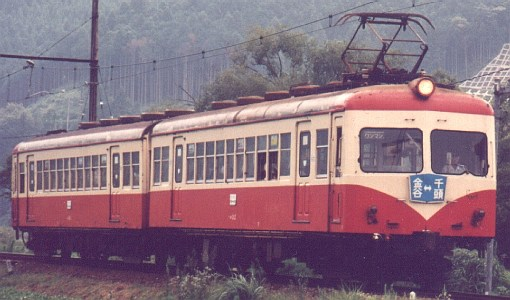
モハ312（元クモハ366） （1998年8月）
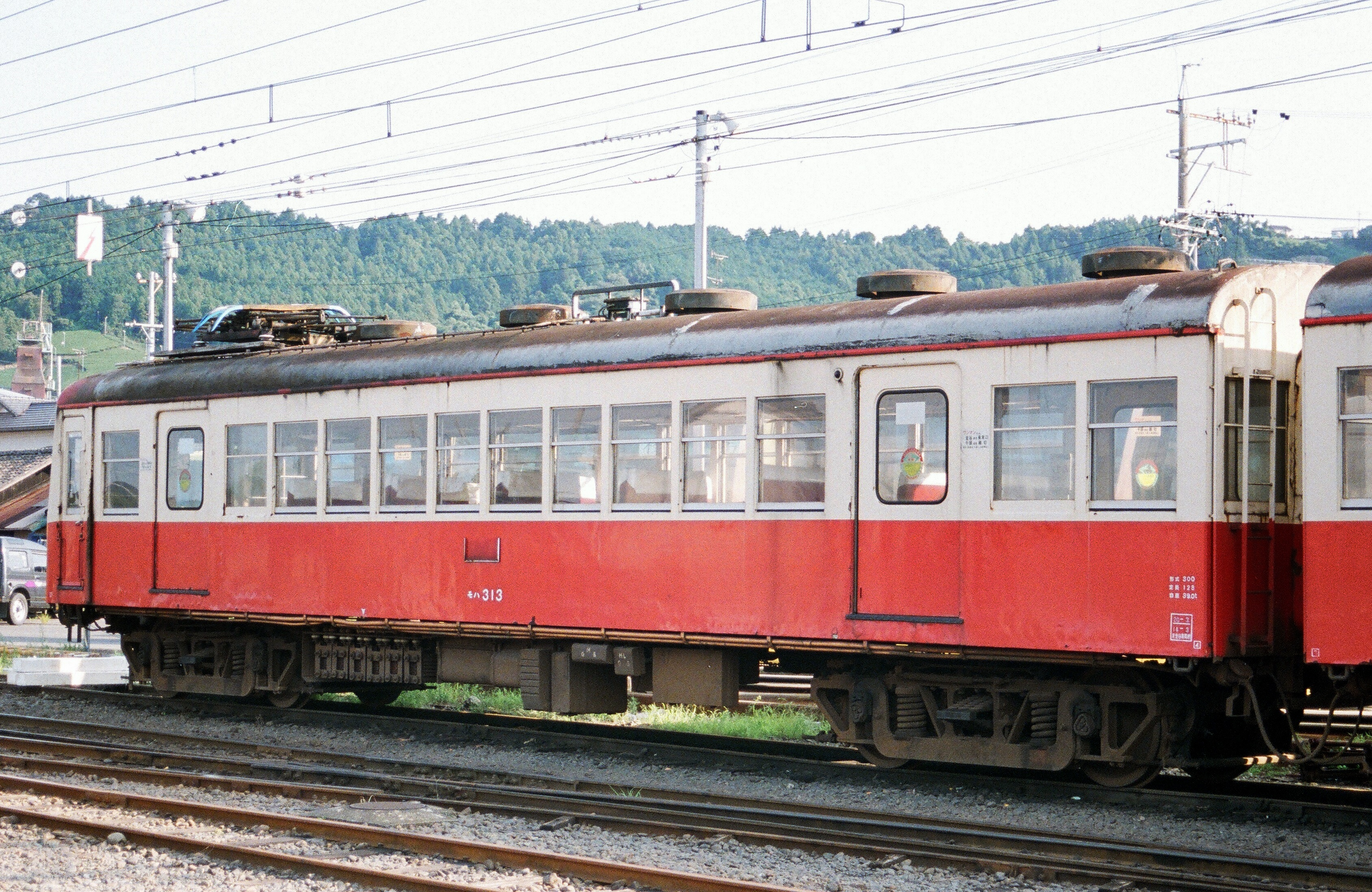
モハ313（元クモハ362）。 （2001年1月26日）
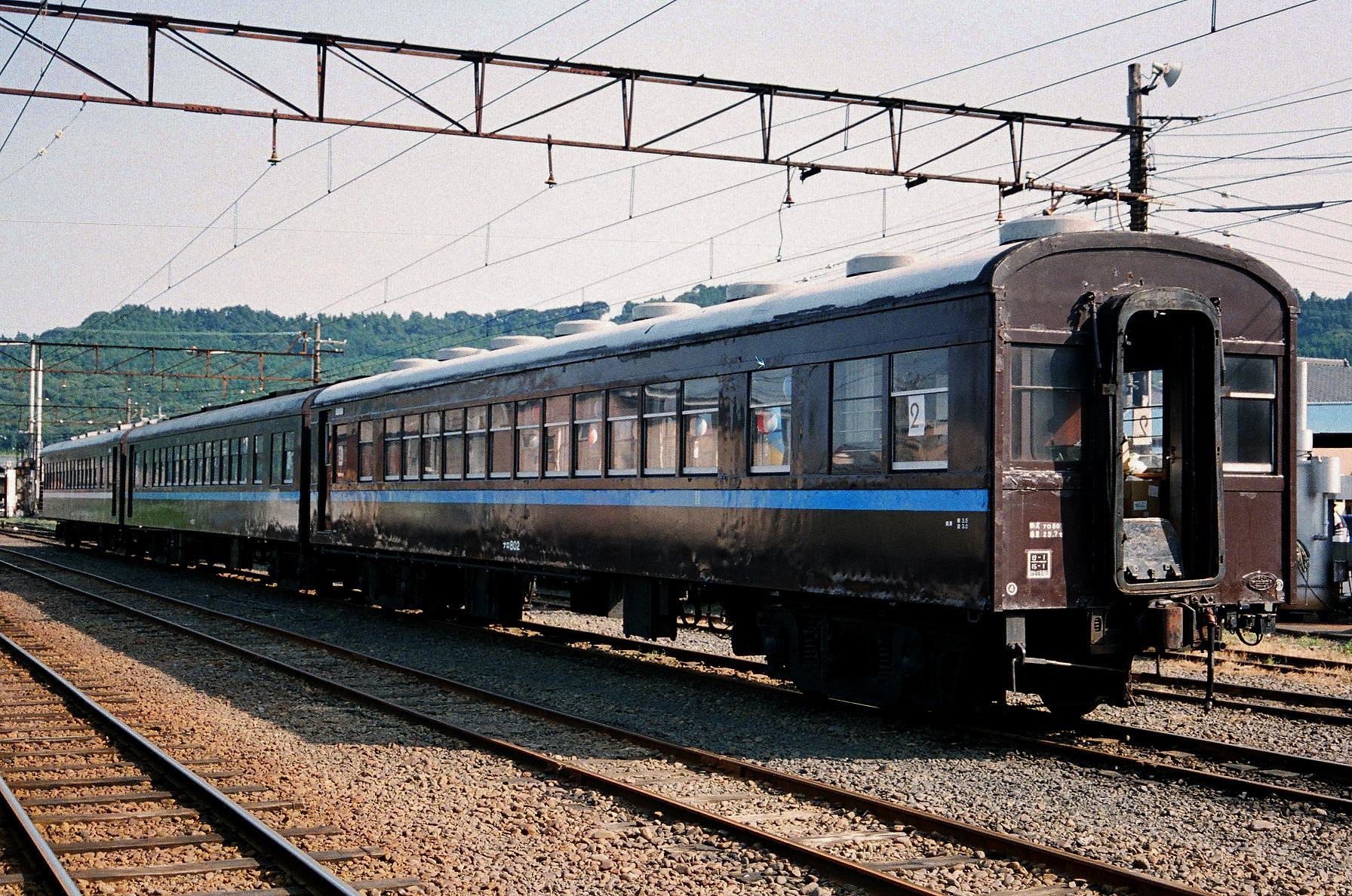
サハ1426から改造されたナロ80 2。 （2001年1月26日）

### 上毛電気鉄道
1977年から1980年にかけて、クモハ357 - 360・364・367・368・370の8両が譲渡された。全車がクハ1411形と2両編成を組成したが、このうちクモハ358・359の2両は、西武時代には編成を組んだことのない車両と新たに編成されたものであった。譲渡後も西武時代と同じ赤電塗装で運用され、同社の車両統一や近代化に貢献したが、老朽化のため1990年8月までに廃車された。

### 保存車両
- クモハ355が横瀬車両基地にて静態保存されており、毎年秋に開催されるイベント時には一般に公開される。除籍直後はクモハ356 - サハ1336 - クモハ355の3両編成で玉川上水車両基地に保管されていたが、1996年（平成8年）にクモハ356・サハ1336は解体処分され、クモハ355のみが横瀬へ移転した。当初は赤電塗装だったが、1998年（平成10年）秋のイベント開催にあわせて新製当時の外観に復元され、車番標記も新製当初の車番である「モハ505」[注 17]に変更された[6]。さらに翌1999年（平成11年）には、同年に廃車となった総武流山電鉄（現・流鉄）1200形「流星」（初代）の発生品を利用してベンチレーターがガーランド形に復元された。一方で車内は廃車当時の仕様そのままとされており、中吊り広告等も廃車となった1990年6月当時のまま掲示されている。ただし、客用扉窓のドアステッカーと側窓に貼られていた西武園ゆうえんちの「ルーピングスターシップ」の写真ステッカーはすべて撤去されている。
- その他、池袋線石神井公園駅近くの小山病院[注 18]に、クモハ351のカットボディ（先頭部6 m、妻面を所沢工場で貼付）が保存されていた。当時同病院の理事長だった小山憲三が国鉄や西武鉄道の嘱託医を長年務めたという縁に加え、鉄道ファンでもあったことから譲渡されたものである[7][注 19]。2008年（平成20年）4月に解体処分されたため現存しない。